# (36115) 1999 RH133
1999 RH133 (asteroide 36115) é um asteroide da cintura principal. Possui uma excentricidade de 0.12367370 e uma inclinação de 8.16106º.
Este asteroide foi descoberto no dia 9 de setembro de 1999 por LINEAR em Socorro.